# 栃木県道6号宇都宮楡木線
栃木県道6号宇都宮楡木線（とちぎけんどう6ごう うつのみやにれぎせん）は、栃木県宇都宮市から鹿沼市までを結ぶ県道（主要地方道）である。

## 概要
宇都宮市街地と鹿沼市南部の南押原地区（旧南押原村）までを結ぶ道路。鹿沼市上石川交差点以東では東北自動車道鹿沼ICと宇都宮中心部を結ぶ役目を持つが、起点の宇都宮市滝谷町から鹿沼ICまでの区間が4車線化されているなど整備状況が高く、鹿沼ICが市名を名乗る宇都宮ICに比べ宇都宮市街地へのアクセスが至便であることから、「鹿沼インター通り」の愛称を与えられるなど重要な幹線道路となっている。
また、沿線には鹿沼工業団地や鹿沼流通センターが位置しており、物流・運輸の面でも重要度が高い。

### 路線データ
- 総延長：12.313 km[1]
- 実延長：11.391 km[1]
- 起点：栃木県宇都宮市鶴田町（滝谷町交差点＝栃木県道2号宇都宮栃木線交点）
- 終点：栃木県鹿沼市楡木町（楡木町交差点＝国道293号、国道352号交点）
- 認定：1974年（昭和49年）2月5日

## 歴史
- 1961年（昭和36年）4月1日 - 一般県道深程宇都宮線として認定。[要出典]
- 1974年（昭和49年）2月5日 - 深程宇都宮線が分割され、国道293号以西が一般県道深程楡木線に、国道293号以東が主要地方道宇都宮楡木線となる。[要出典]
- 1993年（平成5年）5月11日 - 建設省から、県道宇都宮楡木線が宇都宮楡木線として主要地方道に指定される[2]。

## 路線状況

### 別名
鹿沼インター通り
宇都宮市内の区間を指す一般名称。
楡木街道
旧道が合流する鹿沼市上石川・赤羽根交差点以西が該当する名称。宇都宮から楡木までを結ぶルートであることから。

### 重複区間
- 国道121号（鹿沼市さつき町交差点から上石川交差点までの区間）

### バス路線
- 関東バス[3]

楡木線
旧道（楡木街道）経由　宇都宮駅西口〜東武駅前〜上石川〜楡木駅入口〜楡木車庫（一部は栃木県運転免許センター経由）
免許センター線
新道（鹿沼インター通り）経由　宇都宮駅西口〜東武駅前から栃木県運転免許センターへの直行便

## 地理

### 通過する自治体
- 宇都宮市
- 鹿沼市

### 交差する道路
交差する道路の特記がないものは市道。
| 交差する道路                                     | 交差する道路                                     | 交差点名 | 交差点名             |
| ------------------------------------------------ | ------------------------------------------------ | -------- | -------------------- |
| 都市計画道路鹿沼宇都宮線（平成通り） 真岡方面    |                                                  |          |                      |
| 栃木県道2号宇都宮栃木線（栃木街道）              | 栃木県道2号宇都宮栃木線（桜通り）                | 宇都宮市 | 滝谷町               |
| （楡木街道）                                     | （楡木街道）                                     | 宇都宮市 | 宮の原中学校前歩道橋 |
| 栃木県道3号宇都宮亀和田栃木線（宇都宮環状道路）  | 栃木県道3号宇都宮亀和田栃木線（宇都宮環状道路）  | 宇都宮市 | 宮環鶴田陸橋         |
|                                                  | （砥上通り）                                     | 宇都宮市 | 砥上町               |
| 国道121号                                        | （さつき大通り）                                 | 鹿沼市   | さつき町             |
| 東北自動車道                                     | 東北自動車道                                     | 鹿沼市   | 鹿沼IC               |
| 国道121号 栃木県道65号鹿沼下野線                 | 国道121号                                        | 鹿沼市   | 上石川               |
| （流通中央通り） （楡木街道）                    | -                                                | 鹿沼市   | 赤羽根               |
|                                                  |                                                  | 鹿沼市   | 桜塚十字路           |
| 国道293号・国道352号（日光例幣使街道・壬生通り） | 国道293号・国道352号（日光例幣使街道・壬生通り） | 鹿沼市   | 楡木町               |

## 沿線風景

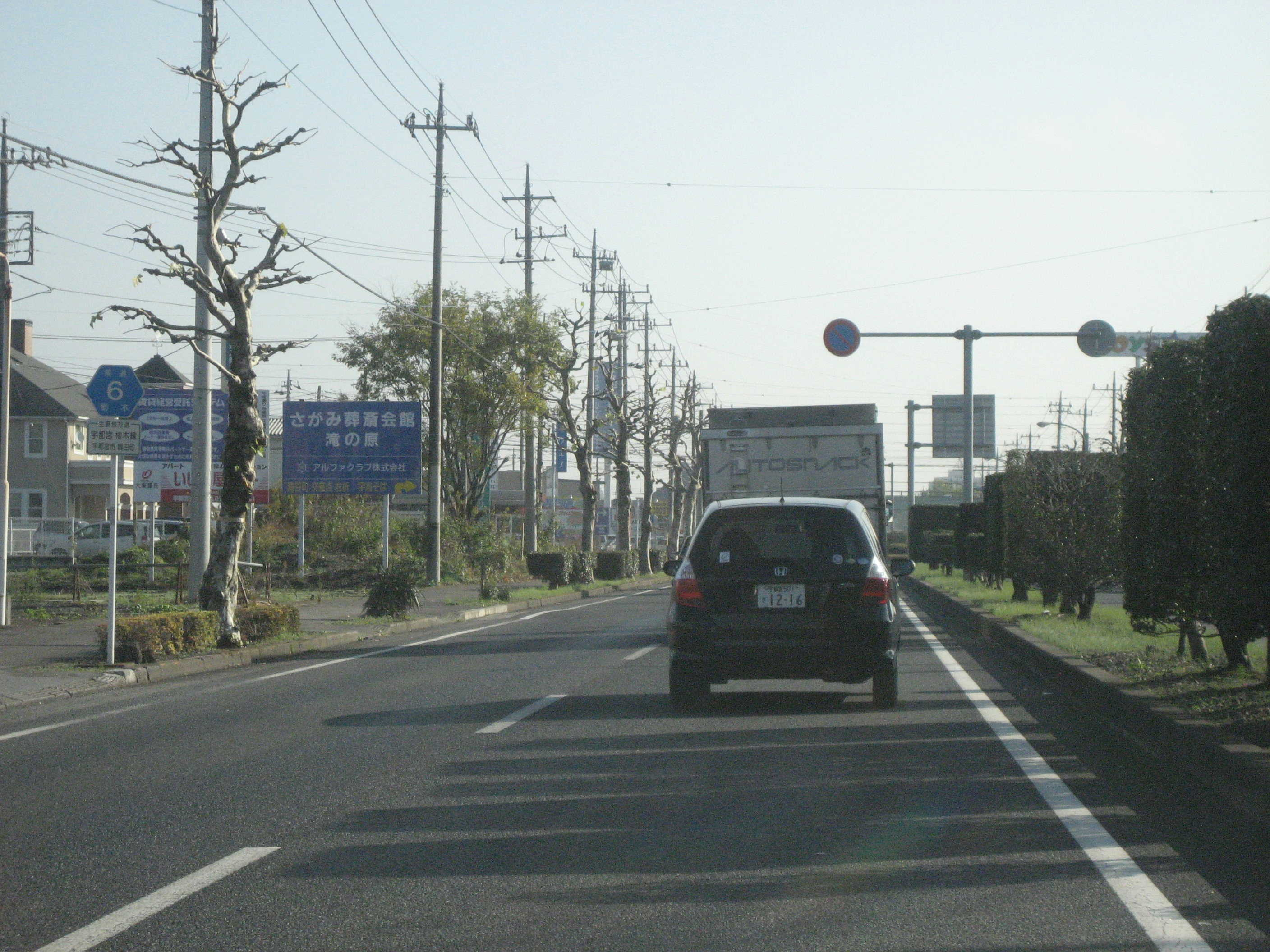
宇都宮市鶴田町付近
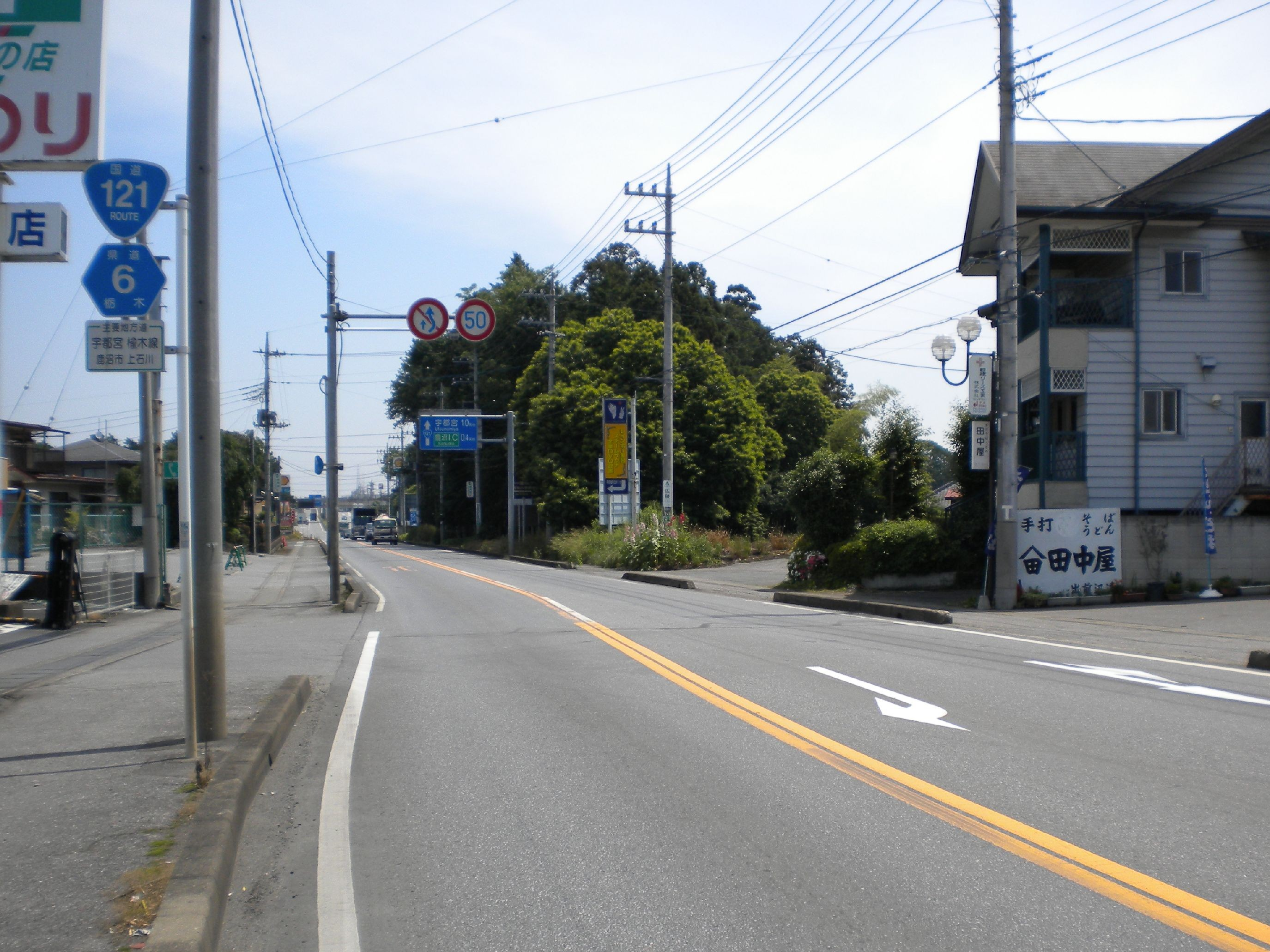
鹿沼市上石川付近
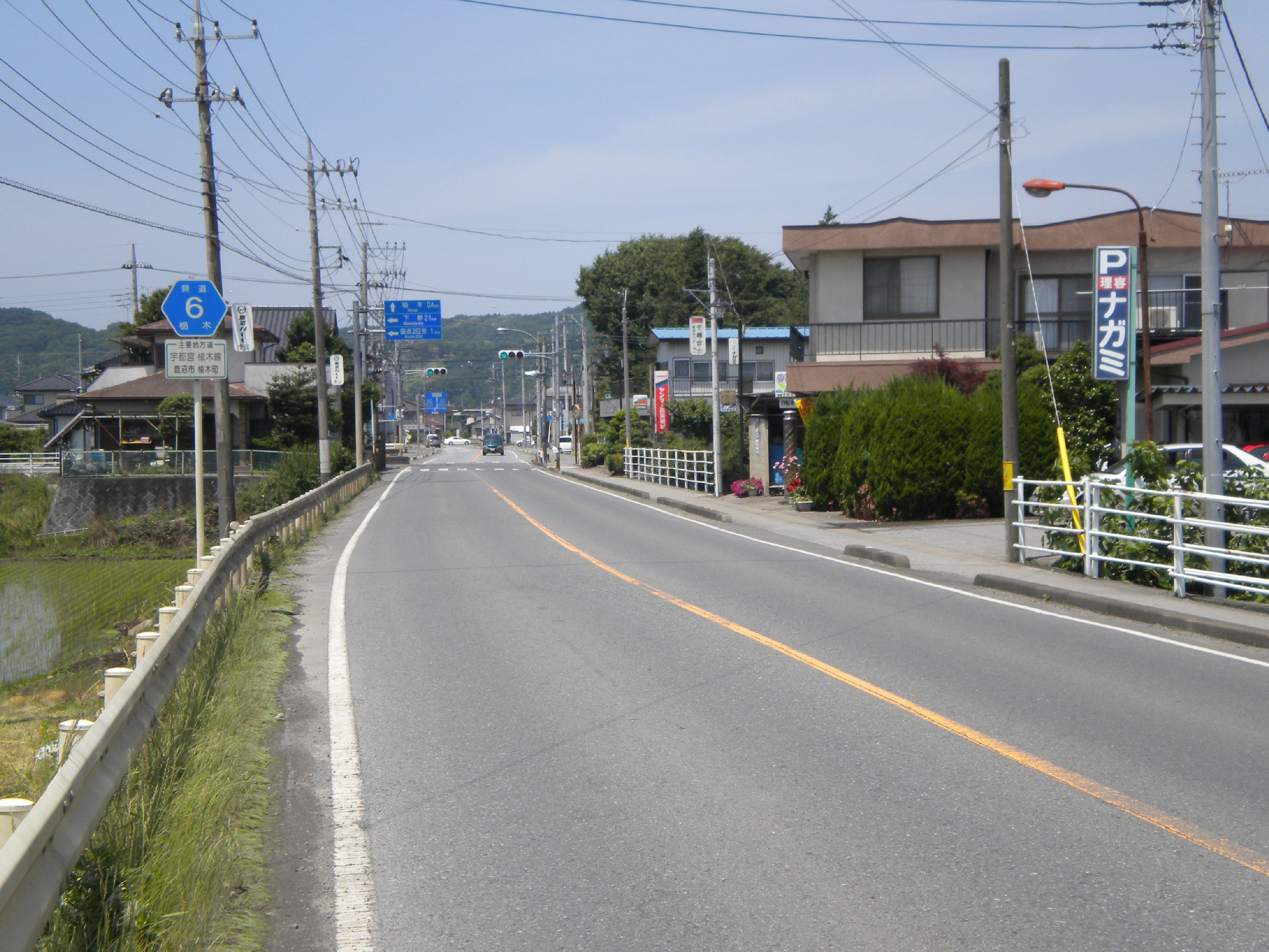
鹿沼市楡木町付近